# Thein Sein

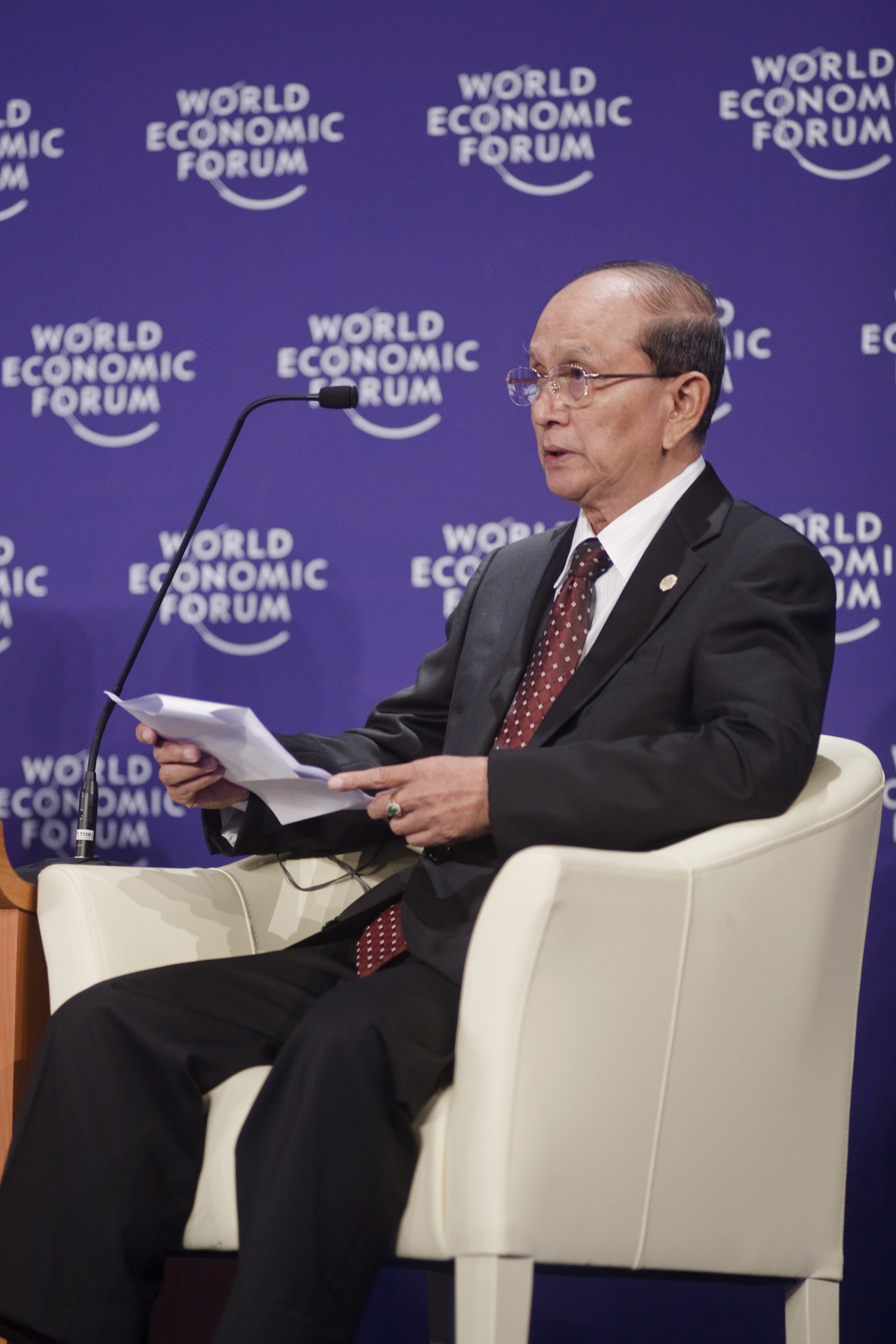
Thein Sein während des Weltwirtschaftsforums (2010)

Thein Sein (birmanisch သိန်းစိန်, [θéɪɴ sèɪɴ]; * 20. April 1945 in Kyonku, Ngapudaw Township, Irawadi-Division) war von März 2011 bis März 2016 als Zivilist erster Präsident von Myanmar seit der Abschaffung des Amtes 1988. Von November 2007 bis Anfang Februar 2011 war er als Militär und Nachfolger von Soe Win Premierminister des Landes gewesen. Er gilt als moderater Reformer und hat in seiner Amtszeit eine vorsichtige Öffnung des Landes betrieben.

## Leben

### Karriere und Aufstieg im Militärregime
Nachdem Thein Sein 1968 an einer Militärschule graduiert hatte, diente er über vier Jahrzehnte lang in der Armee Myanmars als Offizier. 1988 erfolgte eine Verwendung als Major bei der Infanterie. Nach Abschluss einer Generalstabsausbildung und Dienst als Kommandeur des 89. Infanteriebataillons wurde er 1992 zum Oberst befördert. Er diente anschließend in verschiedenen Stäben und wurde 1995 zum Brigadegeneral befördert. 1996 übernahm er für vier Jahre den Oberbefehl über das Triangle Regional Command in Keng Tung an der Grenze zu China, Laos und Thailand. 1997 erfolgte die Beförderung zum Generalmajor und die Berufung in den Staatsrat für Frieden und Entwicklung (SPDC), die von 1988 bis 2011 regierende Militärjunta Burmas, die seit 1992 von Generalissimus Than Shwe als Staatsoberhaupt geführt wurde.
In rascher Abfolge stieg Thein Sein immer weiter auf. 2002 wurde er zum Generalleutnant befördert und 2003 zum stellvertretenden Sekretär des SPDC ernannt. Nach der Ernennung von General Soe Win zum Premierminister am 19. Oktober 2004 rückte Thein Sein auf den Posten des Ersten Sekretärs des SDPC nach. Zuvor war er zum Vorsitzenden der Kommission zur Einberufung der Nationalen Versammlung bestimmt worden, die zwischen dem 17. Mai 2004 und dem 3. September 2007 eine neue Verfassung zu erarbeiten hatte, nachdem die Arbeiten daran 1995 abgebrochen worden waren.

### Premierminister

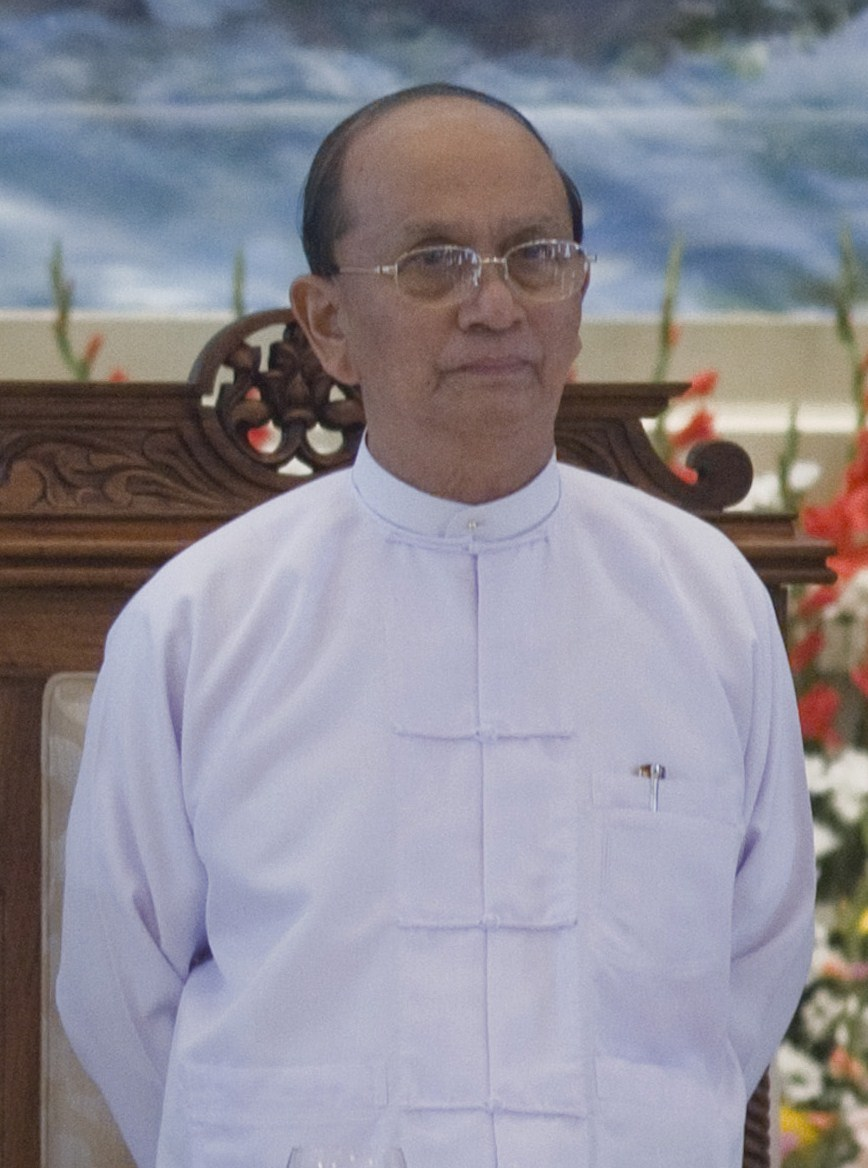
Thein Sein im Jahr 2010

Nachdem der schwer an Leukämie erkrankte Premierminister Soe Win die Amtsgeschäfte nicht mehr wahrnehmen konnte, wurde Thein Sein am 18. Mai 2007 geschäftsführender Regierungschef von Myanmar. Nach dem Tod Soe Wins am 12. Oktober 2007 wurde er von Staatschef Than Shwe am 24. Oktober 2007 – damals noch im Range eines Generalleutnants – zum Premierminister ernannt. Weiterhin führte er unter anderem den Vorsitz bei den Sitzungen der „National Convention Convening Commission“, die federführend bei der Ausarbeitung der neuen Verfassung war. Kurz nach seiner Ernennung zum Premierminister wurde er zum General befördert, bevor er Laos und Vietnam seinen Antrittsbesuch abstattete. Nach den Zerstörungen durch den Zyklon Nargis leitete er das „National Disaster Preparedness Central Committee“, wobei die Regierung Myanmars infolge des Zyklons stark in die Kritik geriet, als internationalen Helfern der Zugang zu den betroffenen Gebieten verweigert wurde. Am 10. Mai 2008 wurde die Verfassung, über die seit 1993 beraten worden war, in einer Volksabstimmung von offiziell 92,48 % der Bevölkerung angenommen. Zuvor hatte das Land seit 1988 über keine Verfassung mehr verfügt.
Der neuen Verfassung entsprechend, die Angehörigen des Militärs ein Viertel der Parlamentssitze garantiert, aber auch eine Demokratisierung des Landes einleiten soll, kam es 2010 erstmals seit 1990 zu Parlamentswahlen. Am 29. April 2010 schied Thein Sein aus dem aktiven Militärdienst aus, um als Zivilist die für die Wahlen neu gegründete Union Solidarity and Development Party (USDP) zu leiten. Er führte die Partei anschließend in die Wahlen am 7. November. Die von internationalen Beobachtern als nicht frei und nicht fair bezeichneten Wahlen, welche die größte Oppositionspartei Nationale Liga für Demokratie aufgrund des Ausschlusses ihrer Anführerin Aung San Suu Kyi boykottierte, endeten mit einem hohen Sieg für die USDP auf allen politischen Ebenen. Seinen eigenen Wahlkreis gewann Thein Sein mit 91,2 % gegen einen Kandidaten der bereits 1990 durch die Militärregierung initiierten Partei der nationalen Einheit, die bei der Wahl als zweitstärkste Partei einige wenige Sitze erreichte.

### Präsidentschaft
Am 4. Februar 2011 wählte das neue Parlament Thein Sein zum Präsidenten. Am 30. März 2011 wurde er mit seiner zivilen Regierung vereidigt, während Than Shwe am selben Tag die Auflösung der seit 1988 bestehenden Militärregierung SPDC verfügte und damit nach 19 Jahren seinen Posten als Staatsoberhaupt aufgab. Dies stellte insofern eine Premiere dar, als dass es zum formalen Ende der Militärherrschaft kam und Thein Sein der erste zivile Präsident Myanmars seit fünfzig Jahren wurde. Als Vizepräsidenten fungierten Tin Aung Myint Oo, ein hohes Mitglied der ehemaligen Militärjunta, und der bislang politisch nicht in Erscheinung getretene Sai Mauk Kham.
Thein Sein verfolgte eine Politik der vorsichtigen Öffnung des Landes. Er traf sich beispielsweise am 19. August 2011 mit der bekannten Regimekritikerin und Friedensnobelpreisträgerin Aung San Suu Kyi, die bis November 2010 viele Jahre unter Hausarrest gestanden war. Als außenpolitisches Ziel wurde die Ausrichtung des ASEAN-Gipfels 2014 angegeben.
Im Januar 2012 erfüllte Thein Sein innerhalb von nur 48 Stunden zwei wichtige Forderungen westlicher Regierungen, um die Wirtschaftssanktionen gegen sein Land aufzuheben. Die Zentralregierung unterzeichnete zuerst ein Waffenstillstandsabkommen mit den seit Ende der 1940er-Jahre für mehr Autonomie kämpfenden Karen-Rebellen. Danach veranlasste er die Freilassung von 651 Gefangenen, darunter auch 591 politische Häftlinge, für die sich Aung San Suu Kyi eingesetzt hatte. Unter diesen befanden sich die Freiheitskämpfer Min Ko Naing und Ko Ko Gyi. Auch der frühere Premierminister Khin Nyunt wurde aus seinem Hausarrest entlassen. Im Gegenzug strichen die Vereinigten Staaten am 19. September 2012 die Sanktionen gegen Thein Sein und Parlamentspräsident Man Shwe. Im Mai des Jahres fand eine Parlamentsnachwahl von 45 Sitzen statt, die im Gegensatz zur vorangegangenen Wahl weitgehend rechtmäßig verlief: Es wurden Wahlbeobachter zugelassen, und die Oppositionspartei NLD sowie Aung San Suu Kyi nahmen an der Wahl teil und errangen 43 Sitze, während die Regierungspartei USDP gar keinen gewinnen konnte.
Mitte Juli 2013 kündigte Thein Sein während einer Auslandsreise in London an, bis Ende 2013 alle politischen Gefangenen freizulassen sowie durch Reformen Konflikte mit mehr als zehn ethnischen Gruppen in Myanmar beizulegen.
Nach dem Erdrutschsieg der Nationalen Liga für Demokratie bei den Wahlen in Myanmar im November 2015 übergab Thein Sein, im Voraus eine friedliche Machtübergabe und die demokratische Transformation Myanmars betonend, am 30. März 2016 das Amt des Staatspräsidenten an Htin Kyaw als ersten uneingeschränkt zivilen Präsidenten Myanmars seit über 50 Jahren. Danach übernahm Thein Sein wieder den Vorsitz der neu auszurichtenden USDP, nachdem er diesen im Mai 2013 der Verfassung entsprechend als überparteilicher Präsident an Man Shwe abgegeben hatte. Am 4. April 2016 wurde er als buddhistischer Mönch geweiht, um fünf Tage im Kloster Dhamma Dipati in  Pyin U Lwin in der Mandalay-Division zu verbringen.